# Illiria (Schiff, 1918)
Die Illiria war eine Staatsjacht, die die Regia Marina nach der italienischen Besetzung Albaniens 1939 übernommen hatte und als Hilfs-Kanonenboot einsetzte. Das Schiff war ursprünglich das 1918 für die französischen Marine gebaute Patrouillenboot Lamproie, das 1920 zunächst als Fischereischiff unter demselben Namen genutzt und 1934 zur belgisch-britischen Jacht White Diamond umgebaut wurde. 1938 kaufte Italien die Jacht und schenkte sie dem albanischen König Ahmet Zogu zur Hochzeit. Dort hieß sie Albania. 1958 wurde das Schiff abgewrackt.

## Bau und technische Daten
Im Juli 1917 bestellte die französische Regierung für die Marine neun Patrouillenboote der Gardon-Klasse, deren Konstruktion sich an Trawlern orientierte, um eine hohe Seefähigkeit zu erreichen. Die Lamproie war eines von fünf Schiffen aus dieser Klasse, das 1917 auf der Werft Chantier Augustin Normand in Le Havre auf Kiel gelegt wurden. Der Stapellauf der Lamproie (deutsch: Neunauge) erfolgte im Januar 1918, die Auslieferung an die Marine und die Indienststellung fand am 8. September 1918 statt.
Das Boot war 49,5 Meter lang, 7,6 Meter breit und wies einen Tiefgang von 3,3 Metern auf. Die Konstruktionsverdrängung betrug 654 Tonnen beziehungsweise 410 BRT. Der Antrieb bestand zunächst aus einer Dreifachexpansionsmaschine mit Belleville-Kessel, die ursprünglich für das geplante und nicht beendete Schlachtschiff Flandre gedacht war und 550 PS erzielte. Mit dem Umbau 1934 erhielt sie einen Dieselmotor. Die Maschine wirkte auf eine Schraube und erreichte 11 Knoten Höchstgeschwindigkeit. Über die wechselnden Besatzungsstärken in ihrer Laufbahn liegen keine Angaben vor. Als Bewaffnung trug sie in der französischen Marine ein 100-mm- und ein 47-mm-Geschütz, in der italienischen Marine zwei 13,2-mm-Maschinengewehre.

## Geschichte

### Patrouillenboot und Fischtrawler in Frankreich
In der französischen Marine war die Lamproie nur von der Indienststellung am 8. September 1918 bis zum 1. Mai 1919 als Kriegsschiff verzeichnet. Dann endete die Marine-Karriere des Schiffes schon wieder. In welcher Einheit und Einsatzorten das Schiff in dieser Zeit Verwendung fand, ist zu klären. Mit Ende des Ersten Weltkrieges war der Bedarf an Patrouillenfahrzeugen schlagartig gesunken und das Schiff stand zum Verkauf an. Zunächst wurde es ausgemustert und ab 17. Juni 1919 in Rochefort zum Verkauf angeboten. Ein Käufer fand sich ein knappes Jahr später. Am 4. Mai 1920 kauften Lascaret & Dupuis aus Marseille die Lamproie zusammen mit ihrem Schwesterschiff Goujon und ließen die beiden Schiffe zu Fischtrawlern umrüsten. Dabei behielt die Lamproie ihren Namen. In dieser Funktion blieb das Schiff bis 1934 im Besitz von Lascaret & Dupuis.

### Jacht in Großbritannien, Albanien und Hilfs-Kanonenboot in Italien
1934 wurde der Fischdampfer an den belgischen Baron Baeyenz verkauft. Dieser ließ das Schiff zur Jacht umbauen einschließlich eines neuen Dieselmotors. Das Schiff erhielt nun den Namen White Diamond und wurde in Großbritannien registriert. Der eigentliche Heimathafen dagegen scheint Marseille gewesen zu sein. Aus dieser Zeit liegen keine weiteren Informationen vor.
Im Juli 1938 wurde das Schiff von der italienischen Regierung gekauft und in einer Werft für den Einsatz als königliche Jacht ausgestattet. Zur Hochzeit von Albaniens König Zogu I. mit Geraldine von Apponyi am 27. April 1938 schenkte Italien das Schiff dem Regenten. Abschließend zu klären ist, wann beziehungsweise ob es dort den Namen Albania erhielt oder bereits den später belegten Namen Illiria trug. Über die Verwendung liegen keine näheren Angaben vor.
Während der italienischen Besetzung Albaniens beschlagnahmte die italienische Armee die Albania und gab sie an die Regia Marina weiter. Die Marine stufte das Schiff als Hilfs-Kanonenboot ein, gab ihm den Namen Illiria und stellte es am 1. Juni 1939 in ihren Dienst. Während des Zweiten Weltkrieges war das Schiff in der Adria stationiert. Dort wurde es für Patrouillen eingesetzt, diente für kleinere Material- und Personaltransporte und wurde auch für repräsentative Zwecke herangezogen. Zum Zeitpunkt der italienischen Kapitulation am 8. September 1943 befand sich das Schiff in Split im Dienst des lokalen Marine-Befehlshabers der dalmatinischen Küste. Von dort fuhr die Illiria hinter die alliierten Linien nach Brindisi. Nach der Einnahme von Tarent am 9. September 1943 wurde das Schiff dorthin verlegt. In Tarent wurde es für kleine Dienste eingesetzt und im Februar 1944 außer Dienst gestellt.
Nach Ende des Zweiten Weltkrieges wurde die Illiria aus unklaren Gründen nicht wie vorgesehen an Albanien zurückgegeben, sondern verblieb in Italien. Die italienische Marine nutzte sie noch bis 1949 und stellte sie dann endgültig außer Dienst. Die nächsten Jahre lag das Schiff auf und verwahrloste, bis es ab dem 1. Juni 1958 in Italien abgewrackt wurde.